# Коган, Ефим Яковлевич
Ефим Яковлевич Коган (8 ноября 1940 — 28 ноября 2019) — советский и российский учёный и государственный деятель, доктор физико-математических наук (1985), профессор (1987), первый министр образования и науки Самарской области.
Автор более 100 научных работ, опубликованных в отечественных и зарубежных изданиях.

## Биография
Родился 8 ноября 1940 в городе Полтаве Украинской ССР в еврейской семье.
В 1962 году окончил Полтавский инженерно-строительный институт (ныне Полтавский национальный технический университет имени Ю. Кондратюка и по распределению работал инженером Карагандинского отделения «Казпромстройпроект», затем — инженером треста «Южэнергострой». Окончив в 1967 году аспирантуру Новосибирского государственного университета, он работал инженером, старшим инженером, младшим научным сотрудником проблемной лаборатории физической электроники радиофизического факультета, а также старшим научным сотрудником Научно-исследовательского сектора Киевского государственного университета (ныне Киевский национальный университет имени Тараса Шевченко).
Свою трудовую деятельность в Куйбышевской области (ныне Самарская область) Ефим Яковлевич начал в 1981 года заведующим кафедрой общей физики Куйбышевского государственного педагогического института (ныне Самарский государственный социально-педагогический университет). В 1985 году защитил докторскую диссертацию на тему «Вопросы кинетики и релаксационной динамики частично ионизированной плазмы». В 1987 году ему было присвоено учёное звание профессора.
C 1992 по 2005 годы возглавлял систему образования Самарской области: сначала в должности начальника Главного управления образования Администрации Самарской области, затем — министра образования и науки Самарской области. В 2001 году Е. Я. Коган в качестве члена рабочей группы Государственного совета РФ участвовал в разработке правительственной «Концепции модернизации российского образования до 2010 года».
Уйдя с государственной службы, продолжил научно-педагогическую деятельность: был научным руководитель Приволжского филиала федерального государственного автономного учреждения «Федеральный институт развития образования», а также экспертом Национального фонда подготовки кадров. Затем до конца жизни работал профессором на кафедре физики в Самарском университете (Самарский национальный исследовательский университет имени академика С. П. Королёва). В 2018 году выступал в качестве докладчика на международной конференции EC2018 в Азербайджанской дипломатической академии.
Умер 28 ноября 2019 года в Самаре.Гражданская панихида прошла 30 ноября в Самарском Доме ученых.

## Заслуги
- В 1995 году награждён знаком «Отличник народного просвещения».
- В 1999 году был признан победителем в номинации «Человек года в образовании России».
- В 2002 году удостоен ордена Дружбы, в июне 2003 года был награждён орденом Французской Республики «Академических пальм».
- В 2012 году стал лауреатом премии Правительства Российской Федерации в области образования (входил в группу учёных, авторов коллективной работы «Система организации образовательных ресурсов для обеспечения прямых запросов рынка труда в кадровом сопровождении новых и быстроразвивающихся наукоемких производств»).